# Джордж Горінг, 1-й граф Норвіч
Джордж Горінг (англ. George Goring; 28 квітня 1585 — 6 січня 1663) — військовий та державний діяч, дипломат Англійського та Шотландського королівств, відомий дотепник.

## Життєпис
Походив з англійського шляхетського роду з Сассексу. Син Джорджа Горінга з Герстпірпойнта і Овінґдіна та його дружини Анни Денні. Народився 1585 року. У 1600 році закінчив коледж Сідні Сассекс у Кембридзькому університеті. Припускають, що провів деякий час у Фландрії. Він був посвячений в лицарі в 1608 році. Призначається камергером двору принца Генріха Вельського. Після смерті останнього у 1612 року опинився в почті спадкоємця Карла.
У 1621 році він був обраний членом парламенту від Льюїса. У 1623 році стає лицарем-маршалом. Він був переобраний депутатом від Льюїса в 1624, 1625, 1626 і 1628 роках. 1625 року після сходження на трон принца Карла отримав доручення почати перемовини з французьким королем Людовиком XIII щодо шлюбу англійського короля з його донькою. За успішне виконання завдання стає віцекамергером королеви Генрієтти-Марії. У 1628 році отримав титул барона. У 1639 році  став членом Таємної ради і віцекамергером королівського хаусхолда (власного володіння).
З 1642 року після початку війни з парламентом зберіг вірність королю Карлу I. Очолив королівських йоменів (пішу охорону). Того ж року він поїхав з королевою Генрієттою Марією до Нідерландів, щоб зібрати гроші для короля, а восени наступного року він шукав зброї та грошей у кардинала Мазаріні в Парижі. В січні 1644 року парламент звинуватив Горінга в державній зраді за перемовини з Францією. У листопаді 1644 року він отримав титул графа Норвіча, який залишався вакантним після смерті 1637 року вуйка Едварда Денні. Залишався за кордоном до 1647 року. В цей час рішенням парламенту був позбавлений титулів та володінь.
Брав участь у Другій громадянській війні 1648 року. Після тривалої облоги був змушений беззастережно здатися в Колчестері Томасу Ферфаксу і Генрі Айртону. У листопаді 1648 року був засуджений палатою громад до вигнання, але наступного місяця це рішення було скасовано. 6 березня 1649 року рішенням нового суду отримав смертний вирок, але відправив прохання про помилування до парламенту, і життя Норвіча було врятовано завдяки вирішальному голосу спікера. Незабаром після звільнення з в'язниці в травні він приєднався до почту Карла Стюарта, де став керувати його охороною.
1660 року брав участь у перемовинах з генералом Джорджем Монгом щодо відновлення монархії. Слідом за реставрацією династії став капітаном королівської гвардії (роти йоменів у 200 осіб) та 1662 року очолював церемоніал прийму в Лондоні королеви Катерини Португальської. Восени того ж року пішов у відставку, йому було призначено пенсіон в 2 тис. стерлінгів фунтів на рік (в 2 рази більший за зарплатню капітана гвардії). Помер у Брентфорді 1663 року.

## Родина
Дружина — Марія, донька Едварда Невілла, 8-го барона Бергавенні
Діти:
- Єлизавета (д/н—1687), дружина Вільяма Бреретона, 2-го барона Бреретона
- Катерина, дружина сераЕдварда Скотта з Скотс-Холлу
- Люсі, дружина сера Дру Діна
- Діана, дружина: 1) Томаса Коверта з Слогема, 2) Джорджа Портера
- Джордж (1608—1657)
- Чарльз (бл. 1615—1671), 2-й граф Норвіч